# Spezielle Werte der Riemannschen Zeta-Funktion
Die Riemannsche Zeta-Funktion ist eine mathematische Funktion, die eine besonders wichtige Rolle in der Zahlentheorie spielt. Für Werte {\displaystyle s>1} kann sie definiert werden durch die Reihe
{\displaystyle \zeta (s):=\sum _{n=1}^{\infty }{\frac {1}{n^{s}}}=1+{\frac {1}{2^{s}}}+{\frac {1}{3^{s}}}+{\frac {1}{4^{s}}}+\cdots }
In diesem Falle streben die einzelnen Summanden schnell genug gegen 0, sodass die Reihe gegen einen festen eindeutigen Wert konvergiert. Es ist ein klassisches mathematisches Problem, welche Werte die Zeta-Funktion an speziellen Stellen besitzt. Ein Beispiel hierfür ist das Basler Problem, das nach dem exakten Wert der Reihe aller kehrwertigen Quadratzahlen fragt, ergo dem Wert {\displaystyle \zeta (2)}:
{\displaystyle \zeta (2)=1+{\frac {1}{2^{2}}}+{\frac {1}{3^{2}}}+{\frac {1}{4^{2}}}+\cdots }
Ein geschlossenes Ergebnis konnte 1734 durch Leonhard Euler gefunden werden. Mit der Kreiszahl {\displaystyle \pi } erhält man {\displaystyle \zeta (2)={\tfrac {\pi ^{2}}{6}}\approx 1{,}645}.
Durch Erweiterung der Summanden {\displaystyle s\mapsto {\tfrac {1}{n^{s}}}} in den Bereich der komplexen Zahlen über die komplexe Exponentialfunktion, mittels {\displaystyle {\tfrac {1}{n^{s}}}=\exp(s\log(n))}, kann die Zeta-Funktion auf die Halbebene {\displaystyle \{s\in \mathbb {C} \mid \mathrm {Re} (s)>1\}} auf natürliche Weise ausgeweitet werden. Durch analytische Fortsetzung gelingt sogar eine Fortsetzung zu einer holomorphen Funktion auf alle komplexen Stellen mit Ausnahme von 1. Somit ergeben auch Werte wie {\displaystyle \zeta (0),\zeta (-1),\zeta (-2),}... einen eindeutigen Sinn, und sind für bestimmte zahlentheoretische Fragestellungen von Interesse.

## Funktionswerte für gerade natürliche Zahlen

### Eigenschaften
Die Funktionswerte der Riemannschen Zeta-Funktion für positive gerade Zahlen haben eine enge Beziehung zur Kreiszahl {\displaystyle \pi }. Für eine positive ganze Zahl {\displaystyle n} ist
{\displaystyle \zeta (2n)=(-1)^{n-1}\,{\frac {(2\pi )^{2n}}{2(2n)!}}\,B_{2n},}
wobei {\displaystyle B_{2n}} die {\displaystyle 2n}-te Bernoulli-Zahl bezeichnet. Diese Formel wurde zuerst von Leonhard Euler entdeckt. Somit ist {\displaystyle \zeta (2n)} für {\displaystyle n>0} ein rationales Vielfaches von {\displaystyle \pi ^{2n}.} Daraus folgt sofort mit dem Satz von Lindemann-Weierstraß, dass jeder Wert {\displaystyle \zeta (2n)} für natürliche Zahlen {\displaystyle n} irrational und sogar transzendent ist.

### Herleitung zu Eulers Formel
Euler wurde bei seinen Überlegungen durch die Taylor-Reihe des Kardinalsinus inspiriert. Über Vergleich der Koeffizienten auf beiden Seiten, wobei auf der rechten Seite zunächst ausmultipliziert,
{\displaystyle {\frac {\sin(\pi z)}{\pi z}}=1-{\frac {\pi ^{2}z^{2}}{6}}+{\frac {\pi ^{4}z^{4}}{120}}-\cdots =\prod _{n=1}^{\infty }\left(1-{\frac {z^{2}}{n^{2}}}\right)}
folgerte er beispielsweise
{\displaystyle \zeta (2)={\frac {1}{1^{2}}}+{\frac {1}{2^{2}}}+{\frac {1}{3^{2}}}+{\frac {1}{4^{2}}}+\dotsb ={\frac {\pi ^{2}}{6}},\quad \zeta (4)={\frac {\pi ^{4}}{90}},\quad \zeta (6)={\frac {\pi ^{6}}{945}}.}
Ein alternativer und direkterer Zugang zu den Werten an geraden Stellen liefert die Kotangensfunktion. Aus deren unendlicher Partialbruchzerlegung ergibt sich einerseits die Potenzreihe
{\displaystyle \pi z\cot(\pi z)=1-2\sum _{n=1}^{\infty }\zeta (2n)z^{2n},\quad |z|<1,}
andererseits folgt über den komplexen Sinus und Kosinus
{\displaystyle \pi z\cot(\pi z)=\pi \mathrm {i} z{\frac {\mathrm {e} ^{2\pi \mathrm {i} z}+1}{\mathrm {e} ^{2\pi \mathrm {i} z}-1}}=\sum _{n=0}^{\infty }(-1)^{n}{\frac {(2\pi )^{2n}}{(2n)!}}B_{2n}z^{2n}.}
Durch Koeffizientenvergleich beider Potenzreihen ergibt sich Eulers Formel.

### Weitere Formeln
Es gilt die Rekursionsformel
{\displaystyle \zeta (2n)={\frac {1}{n+{\frac {1}{2}}}}\cdot \sum _{k=1}^{n-1}\zeta (2k)\cdot \zeta (2(n-k))}
für natürliche Zahlen {\displaystyle n>1}, die Euler noch nicht bekannt war.

### Anwendung
Obgleich die Bernoulli-Zahlen rational sind, ist ihre explizite Berechnung für größer werdende Indizes schwierig, da zunächst nur aufwändige Rekursionsformeln vorliegen. Für lange Zeit galt daher Eulers Formel für die Werte {\displaystyle \zeta (2n)} (kombiniert mit dem Staudt-Clausenschen Satz) als beste Grundlage zur Berechnung der Werte {\displaystyle B_{2n}}. Jedoch fand David Harvey im Jahr 2008 einen etwas schnelleren Algorithmus, der ohne die Verwendung der Zeta-Funktion auskommt.

## Funktionswerte für ungerade natürliche Zahlen
Über den Wert der Zeta-Funktion für ungerade natürliche Zahlen ist nur sehr wenig bekannt. Das hat den Grund, dass alle bekannten Verfahren zur expliziten Bestimmung von Werten {\displaystyle \zeta (k)} mit {\displaystyle k\geq 2} eigentlich den Wert der unendlichen Reihe
{\displaystyle \sum _{n\in \mathbb {Z}  \atop n\not =0}{\frac {1}{n^{k}}}}
ermitteln, die für gerade Werte {\displaystyle k} den Wert {\displaystyle 2\zeta (k)} hat, für ungerade {\displaystyle k} aber durch Herauskürzen der Summanden trivialerweise 0 ist, womit die wesentlichen Informationen verloren gehen. Dennoch weiß man zum Beispiel, dass die Apéry-Konstante {\displaystyle \zeta (3)} irrational ist, was 1979 von dem französischen Mathematiker Roger Apéry bewiesen wurde. Sein Beweis fand in Mathematikerkreisen große Beachtung. So bezeichnete Don Zagier Apérys Ausführungen als „Sensation“.

### Apéry-Reihen
Im Wesentlichen verwendete Apéry für den Beweis der Irrationalität von {\displaystyle \zeta (3)} die rasch konvergente Reihe
{\displaystyle \zeta (3)={\frac {5}{2}}\sum _{k=1}^{\infty }{\frac {(-1)^{k-1}}{k^{3}{2k \choose k}}}}
mit rationalen Gliedern. Es gilt hingegen auch
{\displaystyle {\frac {1}{3}}\zeta (2)=\sum _{k=1}^{\infty }{\frac {1}{k^{2}{2k \choose k}}},\,\,\,{\frac {17}{36}}\zeta (4)=\sum _{k=1}^{\infty }{\frac {1}{k^{4}{2k \choose k}}}.}
Reihen dieser Art werden auch als Apéry-Reihen bezeichnet. In dem Wunsche, Apérys Beweismethode gegebenenfalls auch auf andere Zeta-Werte anwenden zu können, sind diese bis heute Gegenstand intensiver Forschung. Beiträge lieferten unter anderem Ablinger, Bailey, Borwein, Sun und Zucker. Beim Versuch einer Verallgemeinerung stößt man natürlicherweise auf Verbindungen zu allgemeinen harmonischen Summen und multiplen Polylogarithmen. Doch trotz Formeln wie zum Beispiel
{\displaystyle {\frac {1}{9}}\zeta (5)+{\frac {\pi ^{2}}{27}}\zeta (3)=\sum _{k=1}^{\infty }{\frac {H_{k}^{(3)}}{k^{2}{2k \choose k}}}}
steht der Durchbruch bis heute aus.

### Lineare Unabhängigkeit über den rationalen Zahlen
Es ist immerhin bekannt, dass unendlich viele Werte {\displaystyle \zeta (2n+1)} irrational sind. Genauer lässt sich sagen, dass es zu jedem {\displaystyle \varepsilon >0} ein {\displaystyle N\in \mathbb {N} } gibt, sodass für alle {\displaystyle n>N} die Ungleichung
{\displaystyle \dim _{\mathbb {Q} }(\mathbb {Q} +\zeta (3)\mathbb {Q} +\zeta (5)\mathbb {Q} +\dotsb +\zeta (2n+1)\mathbb {Q} ))>{\frac {1-\varepsilon }{1+\log(2)}}\log(n)}
gilt. Aus dieser Ungleichung geht hervor, dass unendlich viele Werte der Menge {\displaystyle \{\zeta (2n+1)\mid n\in \mathbb {N} \}} linear unabhängig über dem Körper {\displaystyle \mathbb {Q} } sind. Das bedeutet aber zwangsläufig, dass die betroffenen Werte alle irrationale Zahlen sein müssen. Wadim Zudilin konnte sogar zeigen, dass mindestens einer der Werte {\displaystyle \zeta (5)}, {\displaystyle \zeta (7)}, {\displaystyle \zeta (9)} und {\displaystyle \zeta (11)} irrational sein muss.

### Perioden zu Eisensteinreihen
Ramanujan gab die für ganze {\displaystyle N>0} und reelle Zahlen {\displaystyle \alpha ,\beta >0} mit {\displaystyle \alpha \beta =\pi ^{2}} gültige Identität
{\displaystyle {\begin{aligned}\alpha ^{-N}\left({\frac {1}{2}}\zeta (2N+1)+\sum _{k=1}^{\infty }{\frac {1}{k^{2N+1}(\mathrm {e} ^{2\alpha k}-1)}}\right)=&(-\beta )^{-N}\left({\frac {1}{2}}\zeta (2N+1)+\sum _{k=1}^{\infty }{\frac {1}{k^{2N+1}(\mathrm {e} ^{2\beta k}-1)}}\right)-\\&-2^{2N}\sum _{k=0}^{N+1}(-1)^{k}{\frac {B_{2k}}{(2k)!}}{\frac {B_{2N+2-2k}}{(2N+2-2k)!}}\alpha ^{N+1-k}\beta ^{k}\end{aligned}}}
an. Das hintere Polynom in {\displaystyle \alpha } und {\displaystyle \beta } mit rationalen Koeffizienten wird auch Ramanujan-Polynom genannt. Dies impliziert gewissermaßen eine engere Verwandtschaft zwischen den Werten {\displaystyle \zeta (2N+1)} und {\displaystyle \pi ^{2N+1}}. Durch Einsetzen spezieller Werte findet sich daraus eine reiche Fülle expliziter Formeln. Setzt man beispielsweise {\displaystyle N=1} und {\displaystyle \alpha =\beta =\pi } ein, so entsteht die um 1900 von Matyáš Lerch angegebene Reihe
{\displaystyle \zeta (3)={\frac {7\pi ^{3}}{180}}-2\sum _{n=1}^{\infty }{\frac {1}{n^{3}(\mathrm {e} ^{2\pi n}-1)}}}
und allgemeiner eine Darstellung, die Zeta-Werte gerader Argumente mit einschließt:
{\displaystyle \zeta (4m-1)=-{\frac {1}{\pi }}\sum _{n=0}^{2m}(-1)^{n}\zeta (2n)\zeta (4m-2n)-2\sum _{n=1}^{\infty }{\frac {1}{n^{4m-1}(\mathrm {e} ^{2\pi n}-1)}}.}
Ramanujans Formel lässt sich zum Beispiel durch Anwendung des Residuensatzes auf die Funktion {\displaystyle f(z)=\cot(\pi z)\cot(\pi \mathrm {i} \alpha z)z^{-2N-1}} zeigen. Sie findet jedoch ihren tieferen Ursprung in der Tatsache, dass die auf der oberen Halbebene definierten Funktionen
{\displaystyle F_{2N+1}(z):=\sum _{n=1}^{\infty }{\frac {1}{n^{2N+1}}}{\frac {q^{n}}{1-q^{n}}},\,\,\,\,\,q:=\mathrm {e} ^{2\pi \mathrm {i} z}}
gerade die Eichler-Integrale zu Eisensteinreihen von Gewicht {\displaystyle 2N+2} zur vollen Modulgruppe sind. Insbesondere haben sie das von Ramanujan beschriebene Transformationsverhalten (wenn man zum Beispiel {\displaystyle \alpha =-\pi iz} mit {\displaystyle \operatorname {Im} (z)>0} setzt, wird der Bezug zur modularen Sprache deutlicher) und die Koeffizienten des Ramanujan-Polynoms sowie die Zeta-Werte an ungeraden Stellen treten als sog. Perioden der jeweiligen Eisensteinreihe auf. 2011 zeigten Murty, Smyth und Wang, dass es mindestens eine algebraische Zahl {\displaystyle \alpha } mit {\displaystyle \operatorname {Im} (\alpha )>0,\,|\alpha |=1,\,\alpha ^{2N}\neq 1} gibt, sodass
{\displaystyle {\frac {1}{2}}\zeta (2N+1)={\frac {F_{2N+1}(\alpha )-\alpha ^{2N}F_{2N+1}(-1/\alpha )}{\alpha ^{2N}-1}}.}
Gleichzeitig bewiesen sie aber, dass die Menge
{\displaystyle \left\{{\frac {F_{2N+1}(z)-z^{2N}F_{2k+1}(-1/z)}{z^{2k}-1}}\mid \operatorname {Im} (z)>0,z\in {\overline {\mathbb {Q} }},z^{2N}\neq 1\right\}}
höchstens eine algebraische Zahl enthält, wobei {\displaystyle {\overline {\mathbb {Q} }}} den algebraischen Abschluss von {\displaystyle \mathbb {Q} } bezeichnet. Es ist bis heute ungeklärt, ob einer der Werte {\displaystyle \zeta (2n+1)} als rationales Vielfaches von {\displaystyle \pi ^{2n+1}} darstellbar ist. Viele Mathematiker halten dies jedoch für äußerst unwahrscheinlich. Nach einer Vermutung von Kohnen, die 1989 ebenfalls im Zusammenhang mit Perioden von Modulformen formuliert wurde, sind alle Quotienten {\displaystyle \zeta (2n+1)/\pi ^{2n+1}} mit {\displaystyle n\geq 1} transzendente Zahlen.

### Numerische Berechnung
Gerade für kleinere Werte {\displaystyle n} ist die Dirichlet-Reihe zur schnellen numerischen Berechnung der Werte {\displaystyle \zeta (2n+1)} nicht optimal. Bei der Suche nach schnell konvergenten Reihen machte sich Bailey durch Angabe verschiedener BBP-Formeln verdient. Exemplare für solche existieren für {\displaystyle \zeta (3)} und {\displaystyle \zeta (5)}. Ein Beispiel ist die äußerst schnell konvergente Reihe
{\displaystyle {\begin{aligned}\zeta (3)=&{\frac {5}{105}}\pi ^{2}\log(2)-{\frac {4}{105}}\log(2)^{3}+\\&+{\frac {4}{35}}\sum _{k=0}^{\infty }{\frac {1}{16^{k}}}\left[{\frac {8}{(8k+1)^{3}}}-{\frac {4}{(8k+3)^{3}}}-{\frac {4}{(8k+4)^{3}}}-{\frac {2}{(8k+5)^{3}}}+{\frac {1}{(8k+7)^{3}}}+{\frac {1}{(8k+8)^{3}}}\right].\end{aligned}}}
Andere schnell konvergente Reihen, verfügbar für alle Werte {\displaystyle \zeta (2n+1)}, stammen von Wilton:
{\displaystyle \zeta (2n+1)=(-1)^{n-1}\pi ^{2n}\left({\frac {H_{2n+1}-\log(\pi )}{(2n+1)!}}+\sum _{k=1}^{n-1}{\frac {(-1)^{k}}{(2n-2k+1)!}}{\frac {\zeta (2k+1)}{\pi ^{2k}}}+\sum _{k=1}^{\infty }{\frac {(2k-1)!}{(2n+2k+1)!}}{\frac {\zeta (2k)}{\pi ^{2k}}}\right).}
Hierbei bezeichnet {\displaystyle H_{n}} die {\displaystyle n}-te harmonische Zahl. Zu beachten ist hier allerdings, dass dies eine rekursive Formel ist, welche genaue Kenntnis der Werte {\displaystyle \zeta (2k)} (d. h. der Bernoulli-Zahlen) erfordert.
Die Dezimalstellen einiger Werte {\displaystyle \zeta (2n+1)} sind der folgenden Tabelle zu entnehmen.
| 2n + 1 | ζ(2n + 1)                    | OEIS Folge            |
| ------ | ---------------------------- | --------------------- |
| 3      | 1,2020569031595942853997381… | Folge A002117 in OEIS |
| 5      | 1,0369277551433699263313654… | Folge A013663 in OEIS |
| 7      | 1,0083492773819228268397975… | Folge A013665 in OEIS |
| 9      | 1,0020083928260822144178527… | Folge A013667 in OEIS |
| 11     | 1,0004941886041194645587022… | Folge A013669 in OEIS |
| 13     | 1,0001227133475784891467518… | Folge A013671 in OEIS |
| 15     | 1,0000305882363070204935517… | Folge A013673 in OEIS |
| 17     | 1,0000076371976378997622736… | Folge A013675 in OEIS |
| 19     | 1,0000019082127165539389256… | Folge A013677 in OEIS |

## Funktionswerte für nichtpositive ganze Zahlen
Im Gegensatz zu den Zeta-Werten positiver ganzer Argumente, über die im Falle der ungeraden Werte bis heute nahezu nichts bekannt ist, sind die Funktionswerte für nichtpositive ganze Zahlen sämtlich bekannt. Man weiß zum Beispiel, dass sie alle rationale Zahlen sind. Sie hängen, wie die Zeta-Werte gerader positiver Zahlen, sehr eng mit den Bernoulli-Zahlen zusammen.
Über die mit einer Hankel-Kontur hergeleiteten Integralformel
{\displaystyle \zeta (s)={\frac {\mathrm {e} ^{-\pi \mathrm {i} s}}{2\pi \mathrm {i} }}\Gamma (1-s)I(s)}
folgert man durch Einsetzen einer nicht-positiven ganzen Zahl {\displaystyle s=-n} über den Residuensatz:
{\displaystyle \zeta (-n)=(-1)^{n}{\frac {B_{n+1}}{n+1}}.}
Dabei ist {\displaystyle B_{n}} die n-te Bernoulli-Zahl. Dies kann ebenfalls mittels Eulers Formel für gerade Funktionswerte und der Funktionalgleichung hergeleitet werden (und umgekehrt).
Unter anderem erhält man damit {\displaystyle \zeta (-2n)=0} für alle {\displaystyle n>0} und:
{\displaystyle \zeta (0)=-{\frac {1}{2}},\quad \zeta (-1)=-{\frac {1}{12}},\quad \zeta (-3)={\frac {1}{120}}.}
In seinem Blog geht der Mathematiker Terence Tao auf die „Formeln“
{\displaystyle 1+1+1+1+1+\cdots =-{\frac {1}{2}}}
{\displaystyle 1+2+3+4+5+\cdots =-{\frac {1}{12}}}
{\displaystyle 1+4+9+16+25+\cdots =0}
detailliert ein. Insbesondere wird erläutert, dass diese Gleichungen außerhalb der traditionellen Berechnung unendlicher Reihen Sinn ergeben und die Ergebnisse zur rechten sogar „eindeutig bestimmbar“ sind. Tao schreibt dazu:

„Clearly, these formulae do not make sense if one stays within the traditional way to evaluate infinite series, and so it seems that one is forced to use the somewhat unintuitive analytic continuation interpretation of such sums to make these formulae rigorous.“

„Es ist klar, dass diese Formeln keinen Sinn ergeben, wenn man innerhalb der traditionellen Art und Weise, unendliche Reihen zu bewerten, bleibt, und so scheint es, dass man gezwungen ist, die etwas unintuitive Interpretation durch analytische Fortsetzung solcher Summen zu verwenden, um diese Formeln rigoros zu machen.“

## Funktionswerte für halbzahlige Argumente
Für die Funktionswerte für halbzahlige Argumente gilt:
{\displaystyle \zeta ({\tfrac {1}{2}})=-1{,}46035\ 45088\ 09586\ 81288\ 94991\ldots }   (Folge A059750 in OEIS),
{\displaystyle \zeta ({\tfrac {3}{2}})=2{,}61237\ 53486\ 85488\ 34334\ 85675\ldots }   (Folge A078434 in OEIS).
{\displaystyle \zeta ({\tfrac {5}{2}})=1{,}34148\ 72572\ 50917\ 17975\ 67696\ldots }
{\displaystyle \zeta ({\tfrac {7}{2}})=1{,}12673\ 38673\ 17056\ 64642\ 78124\ldots }
Ramanujan gab in seinem Tagebuch folgende Reihenidentität an, die den Wert {\displaystyle \zeta (1/2)} beinhaltet. Für positive reelle Zahlen {\displaystyle \alpha ,\beta } mit {\displaystyle \alpha \beta =4\pi ^{3}} gilt
{\displaystyle \sum _{n=1}^{\infty }{\frac {1}{\mathrm {e} ^{\alpha n^{2}}-1}}={\frac {\pi ^{2}}{6\alpha }}+{\frac {1}{4}}+{\frac {\sqrt {\beta }}{4\pi }}\left(\zeta \left({\frac {1}{2}}\right)+\sum _{n=1}^{\infty }{\frac {\cos({\sqrt {n\beta }})-\sin({\sqrt {n\beta }})-\mathrm {e} ^{-{\sqrt {n\beta }}}}{{\sqrt {n}}(\cosh({\sqrt {n\beta }})-\cos({\sqrt {n\beta }}))}}\right).}
Diese wurde von einigen Mathematikern aufgegriffen und weiter verallgemeinert. So haben zum Beispiel Kanemitsu, Tanigawa und Yoshimoto ähnliche Identitäten gefunden, welche die Werte {\displaystyle L(\chi ,a/b)} für Dirichletsche L-Funktionen mit ungeraden {\displaystyle a} und geraden {\displaystyle b} beinhalten.
2017 gab Johann Franke folgende Identität für halbzahlige Funktionswerte:
{\displaystyle A+B+C+D+E=\sum _{n=1}^{\infty }\left(\sum _{d|n}\sigma _{-3}(n/d)\sigma _{-3}(d)d^{-{\frac {1}{2}}}\right)\left(\mathrm {e} ^{-2\pi {\sqrt {n}}}-{\frac {1}{32}}\mathrm {e} ^{-8\pi {\sqrt {n}}}\right)}
mit
{\displaystyle A={\frac {511}{92160}}\pi ^{2}\zeta ({\tfrac {3}{2}})\zeta ({\tfrac {9}{2}})}, {\displaystyle B={\frac {1}{288}}\pi ^{3}\zeta ({\tfrac {3}{2}})\zeta ({\tfrac {5}{2}})}, {\displaystyle C=-{\frac {7}{32}}\zeta ({\tfrac {3}{2}})\zeta ({\tfrac {5}{2}})\zeta (3)}, {\displaystyle D={\frac {127}{11520}}\pi ^{3}\zeta ({\tfrac {1}{2}})\zeta ({\tfrac {7}{2}})} und {\displaystyle E=-{\frac {31}{64}}\zeta ({\tfrac {1}{2}})\zeta ({\tfrac {7}{2}})\zeta (3)}.
Hierbei bezeichnet {\displaystyle \sigma _{a}(n)} die verallgemeinerte Teilerfunktion. Diese Identität ist ein Spezialfall eines sehr allgemeinen Frameworks, das Reihenidentitäten von Ramanujan für L-Funktionen wesentlich ausweitet.

## Anwendungen

### Unendliche Reihen
Es gibt eine reichhaltige Fülle an besonderen unendlichen Reihen, die spezielle Werte der Zeta-Funktion beinhalten. Im Folgenden kann nur ein kleiner Teil davon zitiert werden, doch viele Zahlenbeispiele aus der Literatur sind Konsequenz solcher allgemeiner Formeln. So gilt beispielsweise
{\displaystyle \sum _{n=1}^{\infty }(\zeta (2n)-1)z^{2n}={\frac {z^{2}}{z^{2}-1}}+{\frac {1}{2}}(1-\pi z\cot(\pi z)),\quad |z|<2,}
und auch
{\displaystyle \sum _{n=1}^{\infty }(\zeta (4n)-1)z^{4n}={\frac {3z^{4}-1}{2(z^{4}-1)}}-{\frac {\pi z}{4}}(\cot(\pi z)+\coth(\pi z)),\quad |z|<2.}
Es ist dabei zu beachten, dass sich die Funktionen zur Rechten holomorph in ganz {\displaystyle |z|=1} fortsetzen lassen. Für ganze Zahlen {\displaystyle k>0} gilt
{\displaystyle \sum _{n=2}^{\infty }(\zeta (n)-1)n^{k}=1+\sum _{b=1}^{k}b!\zeta (b+1)S(k+1,b+1),}
{\displaystyle \sum _{n=2}^{\infty }(-1)^{n}(\zeta (n)-1)n^{k}=-1+{\frac {1-2^{k+1}}{k+1}}B_{k+1}-\sum _{b=1}^{k}(-1)^{b}b!\zeta (b+1)S(k+1,b+1),}
wobei {\displaystyle S(n,k)} die Stirling-Zahlen zweiter Art sind.
Zusammen mit der Euler-Mascheroni-Konstanten {\displaystyle \gamma } gibt es unzählige Formeln, so hat man zum Beispiel:
{\displaystyle \sum _{n=1}^{\infty }{\frac {\zeta (2n+1)-1}{(2n+1)\ 2^{2n}}}=1+\log {\frac {2}{3}}-\gamma .}
Eine Zusammenstellung zahlreicher weiterer Formeln stammt von Pascal Sebah und Xavier Gourdon.
Auch für die Catalansche Konstante {\displaystyle G} existieren solche Reihen:
{\displaystyle {\frac {1}{16}}\sum _{n=1}^{\infty }(n+1)\ {\frac {3^{n}-1}{4^{n}}}\ \zeta (n+2)=G.}
Zusammen mit der verallgemeinerten harmonischen Folge {\displaystyle H_{n}^{(p)}} erhält man aus einer Integralgleichung (im Zusammenhang mit dem Polylogarithmus) für ganze Zahlen {\displaystyle p,q>1} die Symmetrieformel
{\displaystyle \sum _{n=1}^{\infty }{\frac {H_{n}^{(p)}}{n^{q}}}+\sum _{n=1}^{\infty }{\frac {H_{n}^{(q)}}{n^{p}}}=\zeta (p)\zeta (q)+\zeta (p+q).}
Werte der Zeta-Funktion tauchen auch im Kontext von Taylor-Koeffizienten zur Polygammafunktion auf. Die Funktion {\displaystyle f(z)=\log \Gamma (1+z)} ist auf der gesamten Halbebene {\displaystyle \operatorname {Re} (z)>-1} holomorph, da der logarithmierte Teil {\displaystyle \Gamma (1+z)} dort keine Null- oder Polstellen besitzt. Folglich kann {\displaystyle f} um den Punkt {\displaystyle z=0} in eine Taylor-Reihe entwickelt werden. Die Koeffizienten dieser Reihe hängen direkt mit den Werten der Zeta-Funktion an positiven ganzen Stellen zusammen: Es gilt für alle {\displaystyle z} mit {\displaystyle |z|<1} die Formel
{\displaystyle \log \Gamma (1+z)=-\gamma z+\sum _{n=2}^{\infty }(-1)^{n}{\frac {\zeta (n)}{n}}z^{n}.}
Für die Digammafunktion gilt
{\displaystyle \psi (1+z)=-\gamma -\sum _{n=1}^{\infty }(-1)^{n}\zeta (n+1)z^{n},}
und allgemein für natürliche Zahlen {\displaystyle m>0}
{\displaystyle \psi _{m}(1+z)=\sum _{k=0}^{\infty }(-1)^{m+k+1}(m+k)!\;\zeta (m+k+1)\;{\frac {z^{k}}{k!}}.}
Dies schafft auf den ersten Blick eine Verbindung zur Theorie der Polygammafunktionen, die aus den Ableitungen der Funktion {\displaystyle \log \Gamma (z)} per definitionem hervorgehen. Die {\displaystyle n}-te Ableitung von {\displaystyle \log \Gamma (z)} entspricht dabei gerade der {\displaystyle n}-ten Polygammafunktion {\displaystyle \psi _{n}(z)}. Entsprechend nicht-trivial ist die Frage, wie sich eine allgemeine Polygammafunktion {\displaystyle \psi _{s}(z)} entwickeln ließe, die auch beliebige komplexwertige Argumente {\displaystyle s} auswerten kann und weiterhin eine möglichst analytische Struktur trägt. Dies hat den Grund, dass der naheliegende Ansatz, eine {\displaystyle s}-te Ableitung zu erklären, nicht leicht umzusetzen ist. Es stellt sich jedoch heraus, dass obige Taylor-Reihe, wenn die guten Eigenschaften der Zeta-Funktion herangezogen werden, relativ direkt eine gute Verallgemeinerung liefert.

### Volumina spezieller geometrischer Figuren

Jede in blau eingefasste Region ist ein Fundamentalbereich der vollen Modulgruppe auf der oberen Halbebene. Der Standardbereich ist in Grau unterlegt. Das hyperbolische Volumen jeder solchen Figur entspricht genau.

Die Werte der Riemannschen Zeta-Funktion an positiven geraden Stellen sind rationale Vielfache entsprechender {\displaystyle \pi }-Potenzen. Diese Werte haben in mancherlei Weise eine geometrische Interpretation.
Zum Beispiel tauchen sie in der Formel für das symplektische Volumen des Fundamentalbereichs {\displaystyle F_{n}} der Siegelschen Modulgruppe auf der Siegelschen oberen Halbebene {\displaystyle H_{n}} auf. Genau genommen zeigte Siegel die Formel
{\displaystyle \operatorname {Vol} (F_{n})=2\pi ^{-{\frac {n(n+1)}{2}}}\prod _{k=1}^{n}(k-1)!\zeta (2k).}
Im einfachsten Falle {\displaystyle n=1} reduziert sich diese Formel auf das hyperbolische Volumen des Fundamentalbereichs der vollen Modulgruppe. Dieser Fall wurde von Don Zagier auf allgemeinere hyperbolische Mannigfaltigkeiten verallgemeinert. Hier hängen die Volumina mit Werten {\displaystyle \zeta _{K}(2)} der Dedekindschen Zeta-Funktion zusammen. Entsprechende höherdimensionale Verallgemeinerungen führen außerdem zu weitreichenden Vermutungen im Umfeld der K-Theorie und der Bloch-Gruppen. Eine Übersichts-Arbeit hierzu aus dem Jahr 2000 stammt von Herbert Gangl und Don Zagier.

### Beilinsons Vermutung
Über die Werte {\displaystyle \zeta (2n-1)} für {\displaystyle n=2,3,4,\dots } haben Beilinson, Bloch und Kato weiteren Aufschluss gefunden. Dabei spielen die höheren K-Gruppen {\displaystyle K_{i}(\mathbb {Z} )} der algebraischen K-Theorie eine wichtige Rolle. Für diese existiert ein Isomorphismus
{\displaystyle r\colon K_{4n-1}(\mathbb {Z} )\otimes _{\mathbb {Z} }\mathbb {R} \longrightarrow \mathbb {R} .}
Hier ist {\displaystyle \otimes } das Tensorprodukt zweier {\displaystyle \mathbb {Z} }-Moduln. Das Bild {\displaystyle R_{2n}} eines von Null verschiedenen Elementes in {\displaystyle K_{4n-1}(\mathbb {Z} )\otimes _{\mathbb {Z} }\mathbb {Q} } heißt der {\displaystyle 2n}-te Regulator. Er ist bis auf einen rationalen Faktor eindeutig bestimmt und es gilt
{\displaystyle \zeta (2n-1)\equiv R_{2n}\mod \mathbb {Q} ^{\times }.}
Diese Entdeckung von Armand Borel hatte auf die weitere Forschung große Auswirkungen und gab tiefe Einblicke in die arithmetische Natur von Zeta- und L-Werten. Diese wurden schließlich in der sog. Beilinson-Vermutung vereinigt. Spencer Bloch und Kazuya Kato haben eine vollständige Beschreibung der Werte {\displaystyle \zeta (2n-1)} (also nicht nur mod {\displaystyle \mathbb {Q} ^{\times }}) durch eine neue Theorie von sog. Tamagawa-Maßen gegeben.